# Communauté de communes Causses et Vézère
Cet article concerne la structure intercommunale du département de la Dordogne. Pour celle du département de la Corrèze, voir Communauté de communes Vézère - Causse.
La communauté de communes Causses et Vézère est une ancienne communauté de communes française située dans le département de la Dordogne, en région Aquitaine.
Elle faisait partie du Pays du Périgord noir.

## Historique
La communauté de communes Causses et Vézère a été créée le 19 décembre 2002 pour une prise d'effet au 1er janvier 2003.
Au 1er janvier 2011, elle s'agrandit avec l'arrivée de la commune de La Boissière-d'Ans. Cette commune la quitte le 1er janvier 2013 pour rejoindre la communauté de communes Causses et Rivières en Périgord.
Par l'arrêté préfectoral no 2013150-003 du 30 mai 2013, lui-même complété par l'arrêté no 2013282-0002 du 9 octobre 2013, une fusion est effective au 1er janvier 2014 entre la communauté de communes Causses et Vézère, la communauté de communes du Pays de Hautefort et la communauté de communes du Terrassonnais. La nouvelle entité porte le nom de communauté de communes du Terrassonnais en Périgord noir Thenon Hautefort, renommée communauté de communes Terrassonnais Haut Périgord Noir le 25 octobre 2021.

## Composition
En 2013, la communauté de communes Causses et Vézère regroupait les douze communes suivantes :
1. Ajat
2. Auriac-du-Périgord
3. Azerat
4. La Bachellerie
5. Bars
6. Fossemagne
7. Gabillou
8. Le Lardin-Saint-Lazare
9. Limeyrat
10. Montagnac-d'Auberoche
11. Sainte-Orse
12. Thenon

## Démographie
Au 1er janvier 2013, pour sa dernière année d'existence, la communauté de communes Causses et Vézère avait une population municipale de 7 126 habitants.

## Politique et administration
| Période      | Période       | Identité         | Étiquette | Qualité                               |
| ------------ | ------------- | ---------------- | --------- | ------------------------------------- |
| janvier 2003 | décembre 2013 | Roland Moulinier | SE        | Maire de La Bachellerie (depuis 1995) |

## Compétences
- Activités culturelles ou socioculturelles
- Aménagement rural
- Assainissement non collectif
- Constitution de réserves foncières
- Développement économique
- Environnement
- Nouvelles technologies de l'information et de la communication (NTIC) : Internet, câble...
- Plans locaux d'urbanisme
- Préfiguration et fonctionnement des Pays
- Tourisme
- Zones d'activités industrielle, commerciale, tertiaire, artisanale ou touristique
- Zones d'aménagement concerté (ZAC)

### Sources
- CC Causses et Vézère, base BANATIC de la Dordogne